# Mounir Majidi
Mounir Majidi (en arabe : منير الماجيدي), ou Mohamed Mounir El Majidi, né le 19 janvier 1965 à Rabat, est le directeur du secrétariat particulier du roi Mohammed VI depuis 2000 et président de la holding royal Siger. 
Il est par ailleurs président du Fath Union Sport (FUS) Rabat, de l’Académie Mohammed VI de football ainsi que de la fondation de l’hôpital Cheikh Zaïd. Il a également été président de l'association Maroc Cultures, organisatrice du festival Mawazine, de 2005 à 2015.

## Biographie

### Débuts
Mounir Majidi grandit dans une famille modeste dans le quartier populaire de l’Océan à Rabat. Son père est fonctionnaire. Élève brillant il est sélectionné pour poursuivre sa scolarité dans l’école à domicile de Naoufel Osman, le fils de la princesse Lalla Nezha, sœur de Hassan II, et cousin de Mohammed VI. Il réalise toute sa scolarité à ses côtés et passe son baccalauréat au lycée Dar Essalam de Rabat. Il part ensuite étudier l’informatique à l’université Louis-Pasteur de Strasbourg. Diplômé, il décroche un poste chez Sagem. Il démissionne pour rejoindre la Pace University à New York où il obtient un MBA en finance,.
Mounir El Majidi retourne ensuite au Maroc et occupe plusieurs postes à la Banque Commerciale du Maroc, à l’ONA et à la Caisse de dépôt et de gestion. En 1997, il lance First Contact Communication (FC COM), une société de panneaux d’affichage publicitaire qui possède son propre modèle breveté de panneaux. Contre une redevance en pourcentage du chiffre d’affaires, il obtient une concession de 30 ans pour implanter des panneaux d’affichage à Casablanca, avec une exclusivité sur les aéroports et les gares du royaume,. En 1999, il prend des parts dans la société de téléphonie GSM Al Maghrib qui est revendue à Maroc Telecom en 2002.

### Directeur du secrétariat particulier du roi Mohammed VI
En 2000, Mounir Majidi est nommé directeur du secrétariat particulier du roi Mohammed VI. Il réorganise la gestion des palais et de l’intendance royale. Mohammed VI lui confie en 2002 les rênes de la Siger, la holding royale, avec pour objectif de la moderniser et de la consolider. Par extension, il pilote la stratégie des sociétés ONA et de la Société Nationale d’Investissement (SNI), qui devient alors le bras armé d’un changement de cap économique. Sa mission est d’insuffler une nouvelle gouvernance économique au Maroc en réorganisant l’économie autour de champions nationaux, notamment dans les domaines à forte croissance, comme les télécommunications, l’énergie, le transport, la banque, la santé, le tourisme, l’immobilier et la grande distribution. Cette stratégie vise également à faire du Maroc un acteur incontournable de l’économie africaine subsaharienne voire continentale.
En 2010, les notes diplomatiques de l’ambassade des États-Unis dévoilées par Wikileaks confirment le rôle de Mounir el Majidi dans la stratégie économique du Maroc. Selon ces télégrammes, Mohamed Mounir el Majidi serait consulté pour toutes les décisions majeures d’investissement.
Début 2015, la SNI annonce sa réorganisation en un fonds d’investissement de type family office, désengagé des secteurs matures et définitivement délesté de ses fonctions opérationnelles historiques. L’autre aspect de la mutation de la holding royale se porte sur le développement de ses filiales sur le continent africain. Cette nouvelle orientation s’inscrit en droite ligne du Forum International Afrique Développement, lancé à l’initiative de Mounir el Majidi, dont la 3e édition s’est tenue en février 2015 pour la première fois au Maroc, à Casablanca. Cet événement, qualifié de « Davos africain » était organisé par Attijariwafa Bank, filiale bancaire déjà implantée dans une quinzaine de pays sur le continent.
En 2015, Mounir Majidi poursuit le site d'information marocain goud.ma pour diffamation. Il exige la somme de cinq millions de dirhams. Il remporte son procès et gagne 500.000 dirhams qui sont versés à des œuvres de charité,. 
En 2018, sous l'impulsion de Mounir Majidi, la SNI devient Al Mada, reconnu comme l'un des plus grands fonds d'investissement à capitaux privés de la scène panafricaine avec 600 millions d'euros investis en Afrique subsaharienne entre 2014 et 2017.
En octobre 2018, Al Mada lance la fondation Al Mada dont Mounir el Majidi préside le comité d’orientation. En mars 2019, la fondation Al Mada remet les trophées des Jeunes Entrepreneurs lors de la 6e édition du forum international Afrique Développement à Casablanca.

### Projets socio-culturels et sportifs
En 2003, le roi Mohammed VI nomme Mounir Majidi à la présidence de la fondation Cheikh Zaid qui gère les opérations et le développement de l’hôpital Cheikh Zaid de Rabat. Mounir Majidi définit et met en œuvre un nouveau modèle économique qui permet à l’établissement de retrouver un équilibre et une autonomie financière. De 2003 à 2012, le chiffre d’affaires de l’hôpital passe de 2,9 millions d’euros à 24,6 millions d’euros, soit une croissance annuelle moyenne de 31 %. L’hôpital génère 3,6 millions d’euros par an, un résultat net entièrement réinvesti dans le développement des infrastructures. C’est à l’hôpital Cheikh Zaïd qu’est organisé le premier forum africain de la Santé en mai 2015, sur le thème du SIDA, avec en point d’orgue la conférence du prix Nobel de médecine Françoise Barré-Sinoussi. 
En 2005, le roi Mohammed VI lui confie la direction de Maroc Cultures, association qui organise chaque année le festival Mawazine. Mounir Majidi fait de Mawazine un festival international et une vitrine de l’attractivité marocaine. En juillet 2015, il est remplacé à ce poste par Abdeslam Ahizoune.
En décembre 2007, Mounir Majidi est nommé président du Fath Union Sport de Rabat (FUS) et lance un programme de modernisation du club, un mode de gouvernance voué à devenir un modèle national[source insuffisante] : mise à niveau des structures et des infrastructures, instauration d'une politique sportive, et valorisation du « label FUS »[source insuffisante]. Deux entités juridiques sont alors créées : FUS Gestion SA pour gérer les infrastructures du club, et FUS développement SA pour développer le patrimoine du club. Il est réélu président du FUS en mars 2014,.
En 2008, le roi Mohammed VI annonce la création de l’académie Mohammed VI de football, un centre de formation sport-études de football, et nomme Mounir Majidi à la tête du projet. Sous sa supervision, l’académie ouvre ses portes en septembre 2009, dotée d’infrastructures modernes intégralement financées par des partenaires privés.
Il est cité dans l'affaire des Panama Papers en avril 2016.
En juin 2018, sous la présidence de Mounir Majidi, le Fath Union Sport de Rabat lance une cellule de haut niveau chargée d'accompagner de façon plus individualisée (suivi médical, physique et nutritionnel sur mesure, aide à la scolarité, bourses au mérite...) les sportifs les plus prometteurs vers leur qualification sur des compétitions continentales, olympiques ou mondiales.
En mars 2021, il est réélu à la tête du comité directeur du FUS Rabat.

### Critiques
Lors des événements du printemps arabe qu'a connu le Maroc, il est décrié par le mouvement du 20 février. Le journaliste Ignace Dalle note qu'il est perçu par les manifestants « comme l'un des principaux animateurs d’un petit groupe d’affairistes qui a entrepris de faire main basse sur le Maroc au profit de la monarchie et de ses affidés ».
L'ex-banquier Khalid Oudghiri soutient que « Mounir Majidi et Hassan Bouhemou dégagent des bénéfices records et se prennent pour des hommes d’affaires. Mais quel est le rapport avec l’économie réelle quand tout cela est guidé par l’arbitraire royal ? Aussitôt que quelqu’un s’exprime au nom de la volonté royale, personne ne peut s’y opposer. ». Ces propos ont été tenus en novembre 2011 et rapportés dans le livre Le Roi prédateur paru en mars 2012 aux éditions du Seuil.